# Action de grâce après la communion

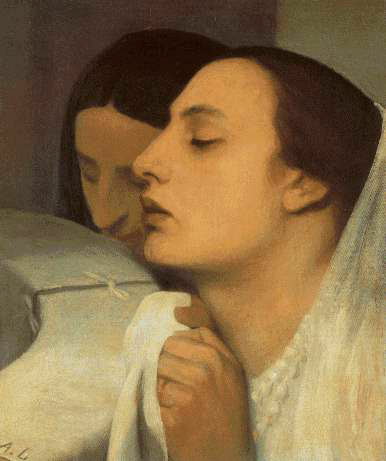
Femme remerciant Dieu après la communion par Alphonse Legros.

L'Action de grâce après la communion est une pratique spirituelle parmi les chrétiens qui croient en la présence réelle de Jésus-Christ durant l'Eucharistie au cours de la Communion, consistant à réciter une prière - généralement dans son cœur - afin de rendre grâce à Dieu pour le cadeau qui consiste à recevoir Dieu lui-même. Elle se fait en principe personnellement puis en assemblée par un chant (cote SECLI D). L'Église catholique encourage l'agenouillement.